# Marcela Bole
Marcela Bole, slovenska pesnica, * 18. junij 1914, Šepulje, Avstro-Ogrska, † 28. junij 2006, Melbourne, Avstralija

## Življenje in delo
Rodila se je v kmečki družini Petru Gecu in Justini Gec rojeni Žvab v Šepuljah pri Tomaju. Končala je osnovno šolo pri šolskih sestrah v Tomaju, opravila tečaj za vezenje (1930) in se izučila za šiviljo. Leta 1939 se je poročila s Silvestrom Boletom, živela v Sesljanu, po vojni na Opčinah in se 1955 z možem preselila v Avstralijo. Tu se je naselila v Melbournu ter do upokojitve delala v tekstilni tovarni. V Melbournu se je vključila v  slovensko kulturno življenje ter začela pisati in objavljati pesmi.
V Melbournu je v samozaložbi izdala tri pesniške zbirke: Kraški izivi (COBISS), Kraški odmevi (COBISS) in Iz Krasa po svetu (1985). Boletova je samorastnica, saj se je v osnovni šoli smo prva tri leta učila slovenščine. To se ji pozna, zato je njen pesniški izraz preprost, kmečki, tak kakršnega se je naučila kot otrok doma in pozneje v občevanju z rojaki, vedno sredi tujega jezikovnega okolja. Iz njenih pesmi dehti pesniška ljubezen do rodnega Krasa, do slovenskega jezika in ljudi. Navezana pa je tudi na novo domovino Avstralijo in se veseli uspehov, ki jih slovenski ljudje tam dosegajo.